# パーントゥ
パーントゥは、沖縄県宮古島市の宮古島で行われる厄払いの伝統行事。仮面をつけた来訪神パーントゥが集落を回って厄をはらう。平良島尻と上野野原の2地区で行われているが、両地区で内容は異なっている。
1982年に両地区の行事が「宮古のパーントゥ」として選択無形民俗文化財に選択され、1993年に「宮古島のパーントゥ」として重要無形民俗文化財に指定されている。また、2016年には「来訪神：仮面・仮装の神々」のひとつとして国連教育科学文化機関（UNESCO）の無形文化遺産への登録が提案され、審査が先送りされたものの、2017年に再提案されて、2018年11月29日に登録が決定している。

## 語源
「パーントゥ」は、お化けや鬼神を意味する。宮古島の歴史について書かれた『宮古島庶民史』（稲村賢敷、1948年）には、「パーン（食む）+ピトゥ（人）」が訛化した言葉であるという説が述べられている。

## 平良地区島尻のパーントゥ・サトゥプナハ

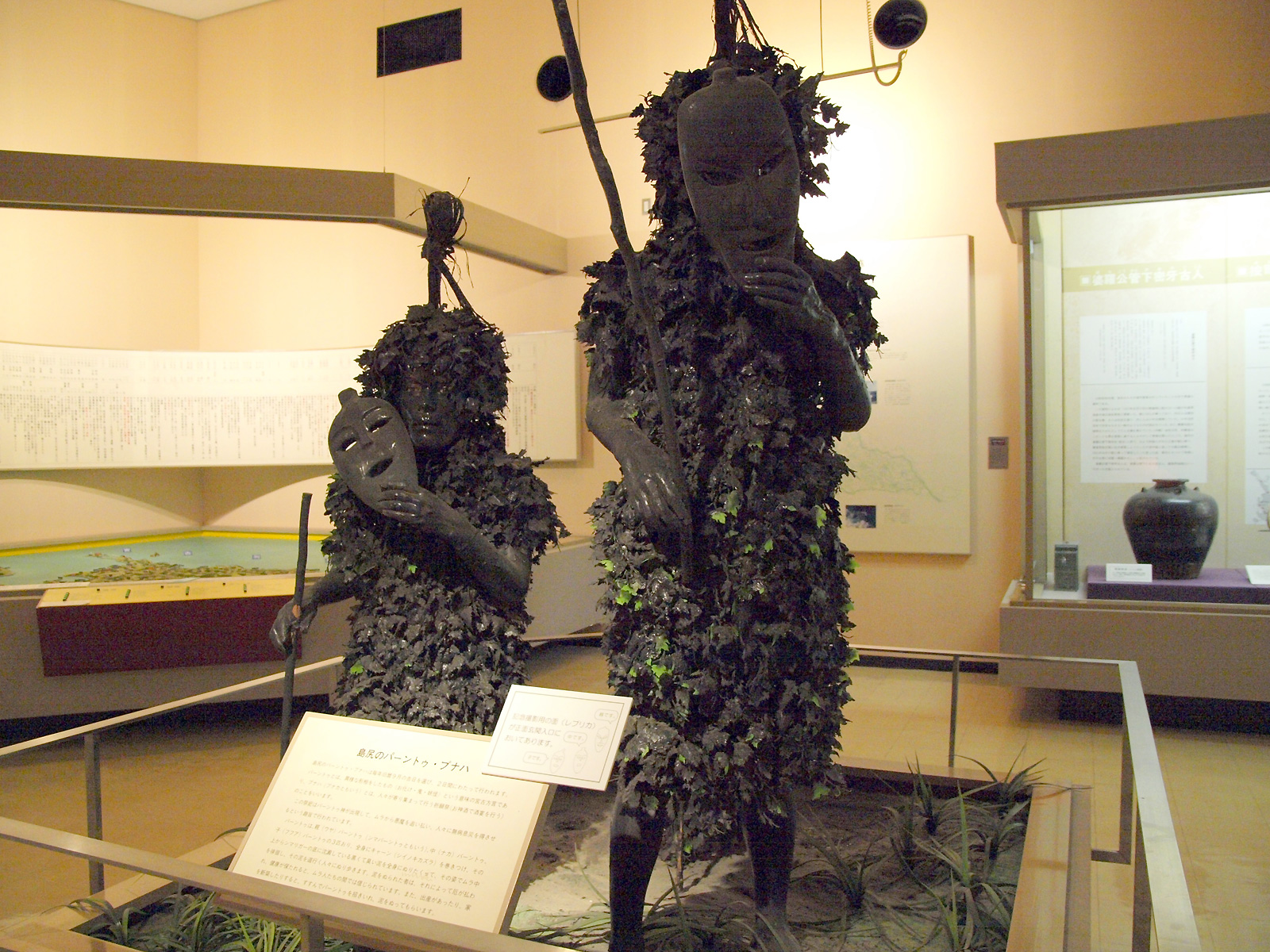
「島尻のパーントゥ・プナハ」（宮古島市総合博物館）

島尻では、毎年、旧暦3月末から4月初、旧暦5月末から6月初、旧暦9月吉日）の3回、サトゥプナハ（里願い）が行われ、パーントゥはこのうち3回目に現れる。このため、3回目のサトゥプナハはパーントゥ・サトゥプナハ、パーントゥ・プナハと呼ばれる。保持団体は島尻自治会。
パーントゥは親（ウヤ）パーントゥ、中（ナカ）パーントゥ、子（フファ）パーントゥの3体の来訪神で、選ばれた字島尻地区の青年が扮する。3つの仮面が古くから決まった家で別々に保管されている。パーントゥとなった3人は、夕刻、仮面を着けシイノキカズラ（方言名：キャーン）という蔓草をまとい、「ンマリガー」（産まれ泉）と呼ばれる井戸の底に溜まった泥を全身に塗って現れる。「ンマリガー」は、宮島小学校（2017年閉校）の東側にあり、かつて産湯に用いられたほか、死者を清める水としても使われたという。パーントゥは、元島（集落発祥の地）にあるウパッタヌシバラという拝所で5人のミズマイ（神女）に祈願し、その後、集落を回って厄払いをする。厄払いは誰彼かまわず人や家屋に泥を塗りつけて回るというもので、泥を塗ると悪霊を連れ去るとされている。この「ンマリガー」から採取する泥は強烈な臭気を放ち、塗られたら数日はその臭いが取れない。宮古島では湧水は貴重だが、塩尻地区は地層の関係で泥岩層が露出して泥の保水層が存在し、古くから米作も行われて他地区から米を買いに来ていた。そういった泥の存在と恩恵を祭りの習俗を結びつける考え方もある。
数百年前に、島尻地区にあるクバマ（クバ浜）という海岸にビロウ（方言名：クバ）の葉に包まれた黒と赤の仮面が漂着し、村民はこれを来訪神として崇敬したところ、ある男が仮面をかぶって集落内を駆け回ったことが起源と伝えられている。かつては集落の厄介者を引きずり回すことも多く行われ、共同体の秩序維持にも一役買っていたとされる。
鍵のかかっていない家にパーントゥが勝手に上がり込むことも多く（当然家の中は泥だらけになる）、特に新築の家や事務所には厄払いとして必ず訪れることになっている。また島にある集落の氏神を祀る聖域「ムトゥ」では、パーントゥが乱入するとお神酒を振る舞うしきたりになっており、そのときばかりはパーントゥも振る舞われた泡盛を口にし、一時的に大人しくなる。
興味本位でこの行事に参加する観光客による苦情が問題となっている。女性観光客からの「服が汚された」「抱きつかれた」などで、最近では泥を塗りつけられたことに激怒した男性の観光客がパーントゥを暴行する事件も発生している。開催中止が検討されたが、2014年現在は、ホームページへの日程掲載や大々的な宣伝をせず、観光客の大挙を防ぐほか、パーントゥへの護衛を付けることで対処している。2018年時点では、「泥をつけられたくない人は地区内に立ち入らない」旨の注意書きが島内各所に掲示されるほか、防災放送でも開始・終了のアナウンスを行うなど注意を呼びかけている。

## 上野地区野原のパーントゥ
旧暦12月最後の丑（うし）の日に行われる厄払いである。保持団体は野原部落会。
地元ではサティパロウ、サティパライ（里祓い、さとばらい）ともいう。成年女性と少年のみが参加し、成年男性や少女は参加しない。少年のひとりがパーントゥの面を着けて「ニーマガー」と呼ばれる井戸を出発し、その後に他の少年達、2列に並んだ婦人達が続いて行列する。少年のうち2名がほら貝を吹き、1名が小太鼓を打つ。婦人はクロツグ（方言名：マーニ）やセンニンソウ（方言名：タドゥナイ）で作った草冠を頭に被り、草帯を腰に巻いて、両手に悪霊祓いの意味があるヤブニッケイ（方言名：ツッザギー）の枝を持つ。行列はまず集落の東の大御嶽前で礼拝した後、「ホーイホーイ」と唱えながら集落内を行進して厄払いをする。そして、集落の南西の端にあるムスルンミという場所に到着すると、草冠、草帯や小枝を外し、巻き踊りをして行事は終了する。
インドネシアやミクロネシアでも似た祭りがあるとされる。